# Paul-Romain Chaperon
Pour les articles homonymes, voir Chaperon.
Paul-Romain Chaperon né en 1808 à Libourne et mort en 1879 à Épinay-sous-Sénart, est un polytechnicien, ingénieur et industriel français ayant notamment été l'un des jeunes ingénieurs pionniers des chemins de fer, il est avec Pierre-Dominique Bazaine (1809-1893) l'un des deux directeurs de la construction du Chemin de fer de Strasbourg à Bâle. Il deviendra directeur à la Compagnie des chemins de fer de Paris à Lyon et à la Méditerranée (PLM).

## Biographie
Fils de Jean-Alexis Chaperon négociant à Libourne, il entre à l’École polytechnique en 1827, puis à l’École des ponts et chaussées en 1829. Paul-Romain Chaperon se marie avec Adélaïde-Zoé de Castex, fille du général Castex, le 31 juillet 1841 à Strasbourg. Sa fille Hélène épouse Pierre Alphonse Martin Lavallée et sa fille Marguerite épouse le magistrat Gaston Laurent-Atthalin en 1874.
En 1837, il est à Neuf-Brisach, attaché au service des travaux du Rhin lorsqu'il est chargé par Nicolas Koechlin de faire, avec Pierre-Dominique Bazaine, l'avant projet du chemin de fer de Strasbourg à Bâle. En 1838, son administration l'autorise à se charger de la construction de ce chemin de fer depuis sa résidence de Strasbourg. Il devient un pionnier des chemins de fer en étant ingénieur, directeur des travaux au chemin de fer de Strasbourg à Bâle, avec son collègue et ami Pierre-Dominique Bazaine.
En 1845, il est chargé, avec l'ingénieur Adolphe Jullien, de la construction de la ligne Paris-Lyon pour la compagnie de Charles Seguin et Isaac Pereire. 
En 1860, il est directeur du chemin de fer de Paris à Lyon. En 1867, il est directeur de la construction à la Compagnie des chemins de fer de Paris à Lyon et à la Méditerranée (PLM), Paulin Talabot en est alors le directeur général.
Il a 71 ans lorsqu'il meurt le 1er août 1879 à Épinay-sous-Sénart.

## Publications
- Pierre-Dominique Bazaine et Paul Romain Chaperon, Chemins de fer d'Alsace. Leur description complète, tracé, terrassement, travaux d'art, voies en fer, stations de toutes classes, ateliers, matériel de locomotion (planches), 1844, Paris, Carilian-Goeury.

## Distinctions
- 1841, nommé chevalier de la Légion d'honneur
- 1858, nommé officier de la Légion d'honneur